# جيرارد دولوفيو
جيرارد دولوفيو لازارو (بالإسبانية: Gerard Deulofeu Lázaro) لاعب كرة قدم إسباني ولد في 13 مارس 1994 في ريوداريناس في إقليم كتلونيا ويلعب حاليًا لنادي أودينيزي الإيطالي
وأعير إلى نادي إيفرتون موسم 2013-2014 لكن نادي برشلونة قرر استعادته بعد نهاية الموسم ليدخل ضمن خطط المدرب الجديد آنذاك لويس إنريكي من بداية موسم 2014-15 ولكن سرعان ما أعير مرة أخرى إلى نادي إشبيلية الإسباني.

## روابط خارجية
- جيرارد دولوفيو على موقع الاتحاد الدولي (مؤرشف)  (الإنجليزية)
- جيرارد دولوفيو على موقع الاتحاد الأوربي (الإنجليزية)
- جيرارد دولوفيو على موقع قاعدة بيانات كرة القدم.إي يو (الإنجليزية)
- جيرارد دولوفيو على موقع ليكيب (الفرنسية)
- جيرارد دولوفيو على موقع ناشيونال فوتبول تيمز (الإنجليزية)
- جيرارد دولوفيو على موقع Soccerbase.com (لاعب) (الإنجليزية)
- جيرارد دولوفيو على موقع Soccerway.com (الإنجليزية)
- جيرارد دولوفيو على موقع عالم كرة القدم.نت (الإنجليزية)
- جيرارد دولوفيو على موقع AS.com (الإسبانية)